# Interpoma

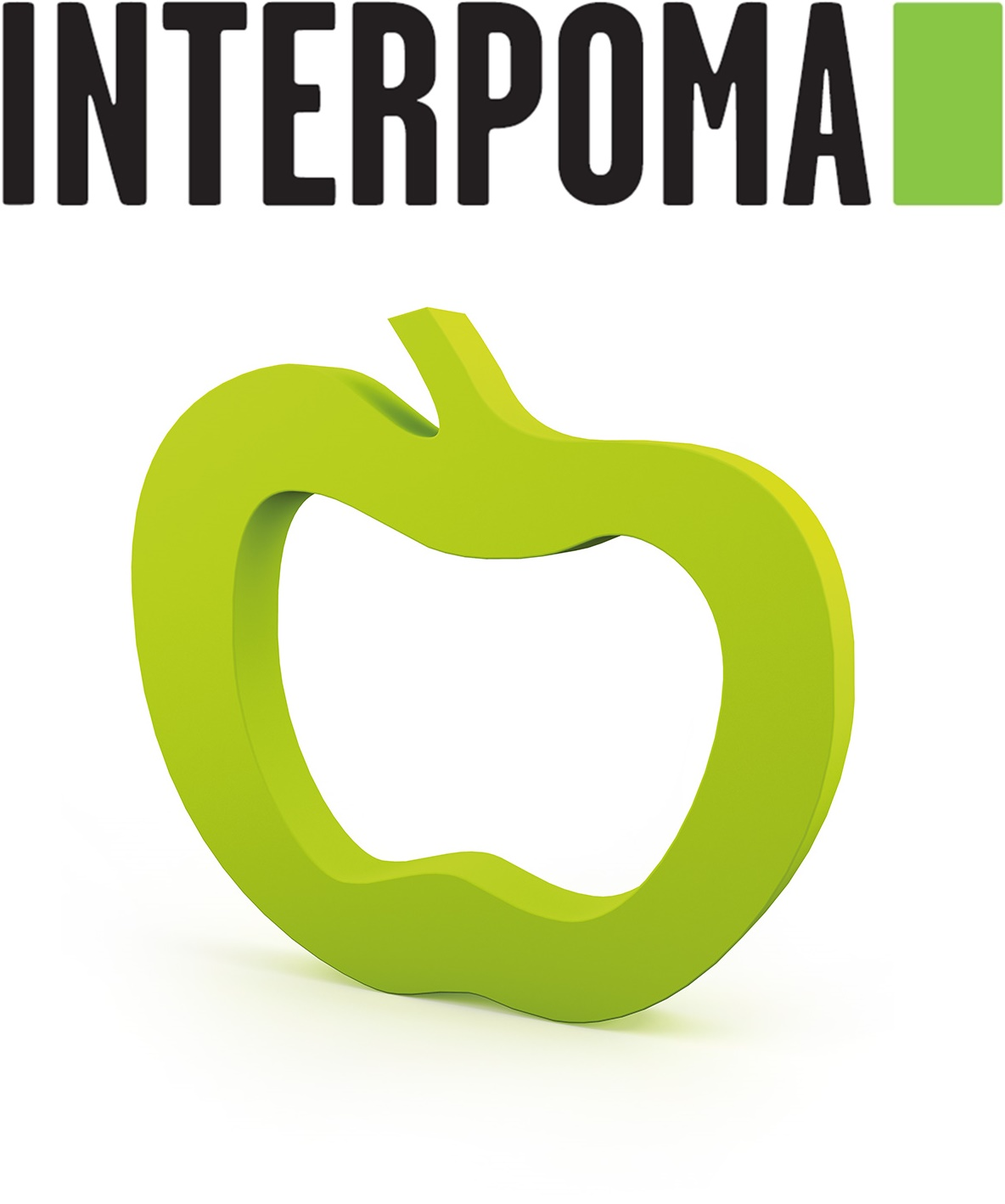
Interpoma-Logo

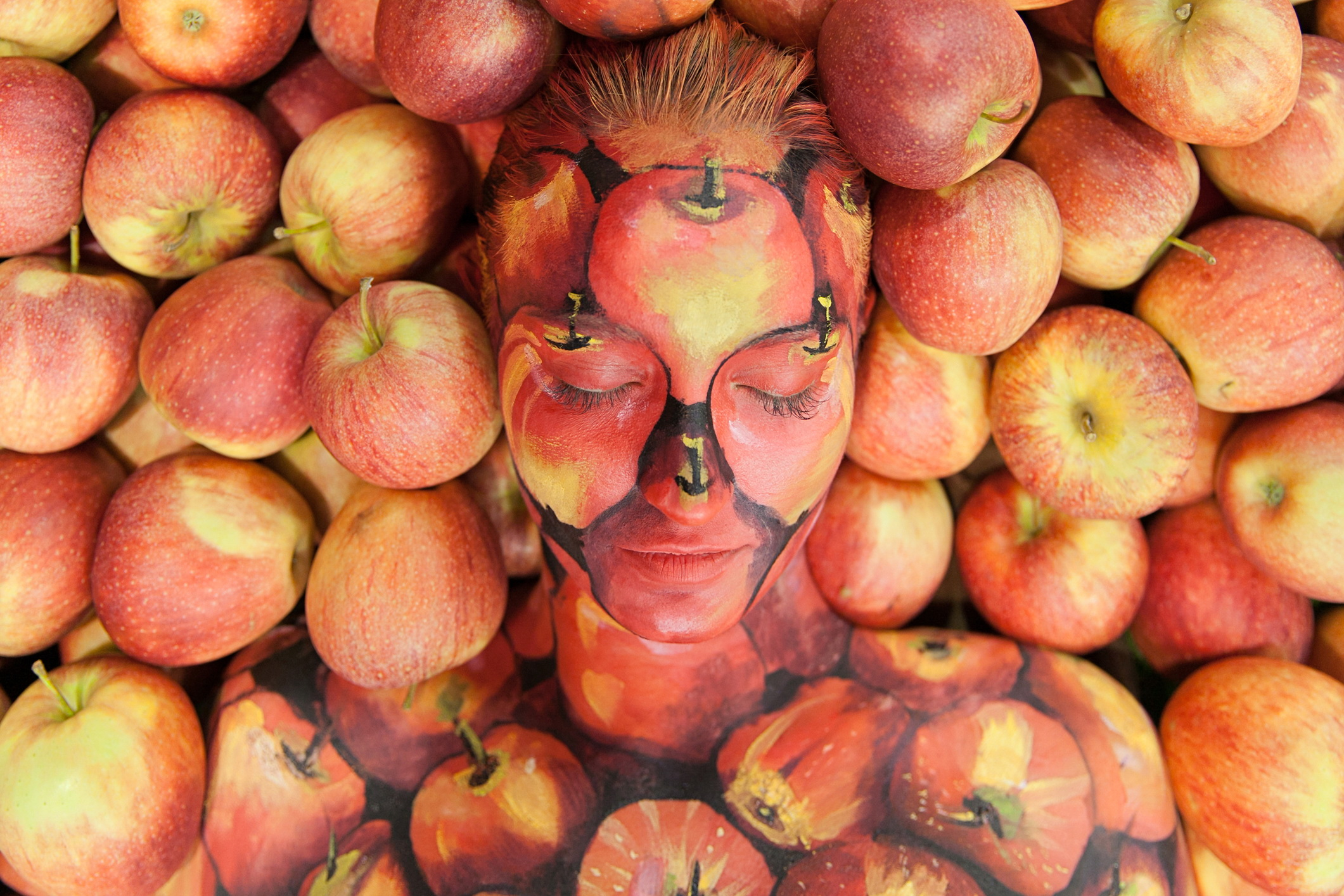

Die Interpoma ist die im Zweijahresrhythmus stattfindende internationale Leitmesse für den Anbau, die Lagerung und die Vermarktung des Apfels. Sie wird von der Messe Bozen organisiert und auch in Bozen auf dem Messegelände ausgetragen.
Seit dem Jahr 1998 ist sie Bestandteil im Messekalender der Messe Bozen. Jahr für Jahr kommen rund 18.000 Besucher aus über 70 Ländern weltweit zur Messe nach Bozen. Des Weiteren nehmen rund 1.000 Fachleute am Kongress „Der Apfel in der Welt“ teil und rund 425 Unternehmen stellen ihre Produkte aus.